# Лесницький потік
Лесницький потік  (словац. Lesnický potok) — річка в Словаччині, права притока Дунайця, протікає в окрузі Стара Любовня.
Довжина — 5.7 км. Витік знаходиться в масиві П'єніни на висоті приблизно 670 метрів. Протікає територією сіл Великий Липник і Лесниця
Впадає у Дунаєць на висоті приблизно 435 метрів в місцевості ущелина Дунайця.